# Pine City (Minnesota)
Pine City ist eine Kleinstadt (mit dem Status „City“) und Verwaltungssitz des Pine County im US-amerikanischen Bundesstaat Minnesota. Das U.S. Census Bureau hat bei der Volkszählung 2020 eine Einwohnerzahl von 3.130 ermittelt.

## Geografie
Pine City liegt im Osten Minnesotas beiderseits des Snake River, einem rechten Nebenfluss des in den Mississippi mündenden St. Croix River. Die geografischen Koordinaten sind 45°49′34″ nördlicher Breite und 92°58′07″ westlicher Länge. Die Stadt erstreckt sich über 10,13 km², die sich auf 8,91 km² Land- und 1,22 km² Wasserfläche verteilen.
Benachbarte Orte von Pine City sind Hinckley (10,1 km nördlich) und Rock Creek (7,6 km südlich).
Die nächstgelegenen größeren Städte sind Minneapolis (108 km südlich), Minnesotas Hauptstadt Saint Paul (105 km in der gleichen Richtung), Eau Claire in Wisconsin (217 km südöstlich), Duluth am Oberen See (141 km nordöstlich) und Fargo in North Dakota (375 km westnordwestlich).
Die Grenze zu Kanada befindet sich 378 km nördlich.

## Verkehr
Entlang der westlichen Stadtgrenze von Pine City verläuft die Interstate 35. In der Innenstadt von Pine City verlaufen untergeordnete Landstraßen zusammen. Alle anderen Straßen sind innerörtliche Verbindungsstraßen.
In Nord-Süd-Richtung verläuft durch das Stadtgebiet von Pine City eine Eisenbahnlinie der St. Croix Valley Railroad, einer regionalen (Class III) Eisenbahngesellschaft.
Mit dem Rush City Regional Airport liegt 14,8 km südlich von Pine City ein kleiner Regionalflughafen. Der nächste internationale Flughafen ist der 116 km südlich gelegene Minneapolis-Saint Paul International Airport.

## Demografische Daten
Nach der Volkszählung im Jahr 2010 lebten in Pine City 3123 Menschen in 1322 Haushalten. Die Bevölkerungsdichte betrug 350,5 Einwohner pro Quadratkilometer. In den 1322 Haushalten lebten statistisch je 2,24 Personen.
Ethnisch betrachtet setzte sich die Bevölkerung zusammen aus 95,6 Prozent Weißen, 0,3 Prozent Afroamerikanern, 1,5 Prozent amerikanischen Ureinwohnern, 0,7 Prozent Asiaten sowie 0,2 Prozent aus anderen ethnischen Gruppen; 1,7 Prozent stammten von zwei oder mehr Ethnien ab. Unabhängig von der ethnischen Zugehörigkeit waren 1,2 Prozent der Bevölkerung spanischer oder lateinamerikanischer Abstammung.
21,7 Prozent der Bevölkerung waren unter 18 Jahre alt, 57,0 Prozent waren zwischen 18 und 64 und 21,3 Prozent waren 65 Jahre oder älter. 51,2 Prozent der Bevölkerung war weiblich.

Das mittlere jährliche Einkommen eines Haushalts lag bei 45.801 USD. Das Pro-Kopf-Einkommen betrug 22.087 USD. 16,9 Prozent der Einwohner lebten unterhalb der Armutsgrenze.